# يونجه فيلت
يونجه فيلت (بالألمانية: Junge Welt)‏ تعني «عالَم شاب» هي صحيفة يومية ألمانية تنشر في برلين. تصف الصحيفة نفسها بأنها يسارية وماركسية. تصنفها السلطات الألمانية على أنها وسيط يساري متطرف معادي للنظام الدستوري.

## التاريخ
نُشرت يونجه فيلت أول مرة في 12 فبراير 1947 في القطاع السوفيتي من برلين. أصبحت الصحيفة الرسمية للمجلس المركزي للشباب الألماني الحر، منظمة الشباب الشيوعي، في 12 نوفمبر 1947.   بتوزيع يومي يبلغ 1.38 مليون،  كانت يونجه فيلت أكثر صحيفة يومية توزيعًا في جمهورية ألمانيا الديمقراطية، حتى أعلى من صحيفة الحزب الشيوعي الرسمية نويس دويتشلاند.
أعيد إطلاقها في عام 1994،  بعد إعادة توحيد ألمانيا وحل الشباب الألماني الحر فعليًا، باعتبارها الصحيفة اليومية الأكثر يسارية في ألمانيا. ضم فريق التحرير الجديد مؤلفين من ألمانيا الشرقية والغربية من فصائل يسارية مختلفة. في عام 1997، أدى احتدام الخلاف بين معسكرين إلى انفصال مجموعة وتأسيسها مجلة جانقل وورد الأسبوعية، التي تتخذ صف إسرائيل وتدين بشدة مواقف يونجه فيلت المعادية للصهيونية. وقد اتهم ستة من مؤلفيها وآخرون  الصحيفة بتقديم تقارير غير نقدية عن محمود أحمدي نجاد و «طموحات» إيران النووية.
وبحسب التقرير السنوي للمكتب الاتحادي لحماية الدستور، فإن «الصحيفة اليومية الوطنية يونجه فيلت هي أهم وسيلة مطبوعة في المشهد اليساري المتطرف» في ألمانيا.  اعترف أرنولد شولزل، رئيس تحرير الصحيفة من عام 2000 إلى عام 2016، بأنه مخبر في شتازي.

## روابط خارجية
- موقع ويب Junge Welt